# مگان جونز (سوارکار)
مگان جونز (انگلیسی: Megan Jones؛ زادهٔ ۶ نوامبر ۱۹۷۶) ورزشکار مسابقه اسب‌دوانی اهل استرالیا است.
وی در مسابقات کشوری و بین‌المللی در مجموع برندهٔ ۱ مدال نقره، ۱ مدال برنز شده‌است.